# Eerste Germaanse klankverschuiving
De eerste Germaanse klankverschuiving of Wet van Grimm is een onderscheid tussen de Germaanse talen en het Proto-Indo-Europees (PIE, de gezamenlijke voorouder van alle Indo-Europese talen). Deze klankverschuiving werd rond 1822 definitief uitgewerkt door Jacob Grimm.
De wet van Grimm is een klankwet die een serie overeenkomsten tussen sommige plofklanken en wrijfklanken van de Germaanse talen en plofklanken van andere Indo-Europese talen (Grimm gebruikte vooral het Latijn en Grieks als referentie) beschrijft. Tegenwoordig wordt de wet van Grimm omschreven als de lenitie van plofklanken vanuit het Proto-Indo-Europees naar het Proto-Germaans (PGm, de gezamenlijke voorouder van alle Germaanse talen). De verschuiving bestaat uit drie afzonderlijke stadia die elkaar in de tijd hebben opgevolgd, waarbij elk stadium het 'gat' in de klankinventaris opvulde dat door het voorgaande werd achtergelaten. De drie stadia waren als volgt, met de klanken weergegeven in het Internationaal Fonetisch Alfabet:
- Proto-Indo-Europese stemloze plofklanken veranderen in stemloze wrijfklanken:
  - *p > *ɸ
  - *t > *θ
  - *k > *x
  - *kʷ > *xʷ
- Proto-Indo-Europese stemhebbende plofklanken worden stemloos:
  - *b > *p
  - *d > *t
  - *g > *k
  - *gʷ > *kʷ
- Proto-Indo-Europese stemhebbende geaspireerde plofklanken blijven stemhebbend maar verliezen hun aspiratie en worden meestal wrijfklanken:
  - *bʰ > *b, *β
  - *dʰ > *d, *ð
  - *gʰ > *g, *ɣ
  - *gʷʰ > *gʷ, *ɣʷ

De klanken ɸ, θ, x, xʷ worden in de Germaanse taalkunde meestal aangeduid als respectievelijk f, þ, h en hw. De twee verschillende uitkomsten van het derde stadium waren allofonisch verdeeld en in schrift wordt hier geen onderscheid gemaakt tussen de twee allofonen, de letters b, d, g, gw worden gebruikt voor beide. In alle gevallen blijft de plaats van articulatie (de plaats waar de klank gevormd wordt) steeds hetzelfde; de bilabiale plofklank *p wordt dus een bilabiale wrijfklank *ɸ, enzovoorts.
De klank *ɣʷ is in het Germaans door latere veranderingen verloren gegaan; in de meeste gevallen werd deze *w, in enkele gevallen *ɣ. De klank *gʷ bleef enkel behouden in de combinatie *ngʷ.

## Voorbeelden
| Indo-Europees    | Onverschoven voorbeelden                                          | Germaans           | Verschoven voorbeelden                                            |
| ---------------- | ----------------------------------------------------------------- | ------------------ | ----------------------------------------------------------------- |
| *péth₂r̥          | Oudgrieks pterón, Sanskriet pátra-, Hittitisch pattar             | *feþrō             | Nederlands veder, Engels feather, Oudnoords fjǫðr                 |
| *ténh₂us         | Latijn tenuis, Iers tanaí, Litouws tęnvas                         | *þunnī             | Nederlands dun, Engels thin, Oudnoords þunnr                      |
| *h₁ed-           | Latijn edēre, Oudgrieks édein, Litouws édmi                       | *etaną             | Nederlands eten, Engels eat, Oudnoords eta, Gotisch itan          |
| *sed-            | Latin sedēre, Oudiers saidid, Litouws sėdė́ti                      | *sitjaną, *satjaną | Nederlands zitten, zetten, Engels sit, set, Gotisch sitan, satjan |
| *wódr, *wédns    | Oudgrieks húdōr, Sanskriet udán-, Hittitisch wātar (gen. wetenas) | *watar-, *wat(i)n- | Nederlands water, Oudnoords vatn, Gotisch watō, gen. watins       |
| *medʰu-          | Oudgrieks méthy, Oudkerkslavisch medǔ, Sanskriet mádhu            | *meduz             | Nederlands mede, Engels mead, Oudnoords mjǫðr                     |
| *bʰer-           | Latijn ferre, Armeens berem, Sanskriet bhárati                    | *beraną            | Nederlands baren, Engels bear, Gotisch bairan                     |
| *ǵews-           | Latijn gustus, Oudgrieks geúesthai, Sanskriet juṣáte              | *keusaną           | Nederlands kiezen, Engels choose, Oudnoords kjósa, Gotisch kiusan |
| *gʰortós         | Latijn hortus, Iers gort, Oudgrieks chórtos                       | *gardaz            | Nederlands gaard, Engels yard, Oudnoords garðr, Gotisch gards     |
| *legʰ-, logʰéye- | Oudiers laigid, do·luget, Oudkerkslavisch ležati, ložiti          | *ligjaną, *lagjaną | Nederlands liggen, leggen, Engels lie, lay, Gotisch ligan, lagjan |

Deze Germaanse klankwetten, gecombineerd met klankverschuivingen die ontdekt zijn voor andere Indo-Europese talen, maken het mogelijk om de verwachte overeenkomende klank te definiëren tussen verschillende Indo-Europese talen.
De Germaanse *b- aan het begin van een woord komt bijvoorbeeld meestal overeen met de Latijnse *f-, de Griekse pʰ-, de Sanskritische bʰ-, de Slavische, Baltische of Keltische b-, enzovoort, terwijl de Germaanse *f- meestal correspondeert met de Latijnse, Griekse, Sanskritse, Slavische en Baltische p- en met niets (geen beginnende medeklinker) in Keltisch. De eerste set overeenkomsten komt overeen met het Proto-Indo-Europese *bʰ- en de laatste set met het Proto-Indo-Europese *p- (verschoven in de Germaanse talen, verdwenen in de Keltische talen en behouden in de andere groepen hier genoemd).

## Uitzonderingen
Er zijn enkele uitzonderingen op de wet van Grimm die in bovenstaande voorbeelden buiten beschouwing zijn gelaten die door Grimm al waren beschreven en later door andere taalkundigen werden uitgewerkt. 

### Clusters van obstruenten
Indien twee verschillende obstruenten na elkaar komen, verschuift de eerste waar mogelijk wel en de tweede niet. Dit heeft tot gevolg dat de stemloze plofklanken onveranderd blijven als ze voorafgegaan worden door *s (de enige wrijfklank die het Indo-Europees bezat):
- *sp > *sp
- *st > *st
- *sk > *sk
- *skʷ > *skʷ

In combinatie met het fenomeen van de Indo-Europese mobiele s, waarbij twee verschillende bijvormen van een stam bestaan, met of zonder voorafgaande *s-, geeft dit enkele markante situaties. De vorm mét mobiele s blijft namelijk onverschoven, terwijl de s-loze nevenvorm wel verschuift. Soms zijn beide bijvormen overgeleverd in het Germaans, zoals Nederlands stier (met mobiele s en dus onverschoven *t) naast Limburgs deur, duur, Oudnoords þjórr, Zweeds tjur (s-loos en dus met de verschuiving *t > *þ [θ]) en daarnaast buiten het Germaans nog het Latijnse taurus. Op dezelfde manier zijn het Zweedse spink ‘mus’ en het s-loze Nederlandse vink met elkaar verwant, de ene vorm zonder verschuiving en de andere met.
Als de eerste obstruent zelf een plofklank is, verschuift deze maar wordt de tweede obstruent (bijna altijd *t of *s) niet verschoven. Daarbij worden labiovelaren gedelabialiseerd en vindt assimilatie plaats van stemhebbende aan stemloze klanken. Het geminaat *tt werd al eerder *ss indien ze tot twee verschillende morfemen behoorden, wat ook in het Latijn en andere talen gebeurde en dus niet deel uitmaakt van de Germaanse klankverschuiving. De geminaten *pp, *tt (indien binnen hetzelfde morfeem) en *kk blijven onverschoven.
- *bʰt, *bt, *pt > *ɸt
- *dʰt, *dt, *tt > *ts > *ss
- *gʰt, *gt, *kt > *xt
- *gʷʰt, *gʷt, *kʷt > *xt

Indien de tweede obstruent een *s is, werkt de verschuiving als hierboven, maar *s wordt natuurlijk door de verschuiving zelf niet aangetast:
- *bʰs, *bs, *ps > *ɸs
- *dʰs, *ds, *ts > *ss
- *gʰs, *gs, *ks > *xs
- *gʷʰs, *gʷs, *kʷs > *xs

### De wet van Verner
De meest in het oog springende uitzonderingen op de wet van Grimm kregen een verklaring van de Deense taalkundige Karl Verner. De wet die deze uitzonderingen beschrijft staat bekend als de wet van Verner (1875).
Volgens de wet van Grimm zouden de Proto-Indo-Europese stemloze plofklanken *p, *t, *k en *kʷ overeen moeten komen met de Proto-Germaanse wrijfklanken *f [ɸ], *þ [θ], *x en *xʷ. In de meeste gevallen klopte dit met de praktijk, maar in sommige specifieke gevallen bleek dat de Proto-Indo-Europese *p, *t of *k overeenkwamen met een stemhebbende variant van die klanken (*b, *d, *g en *gʷ) in het Germaans. Verner kwam erachter dat, als de Proto-Germaanse stemloze wrijfklanken die resulteerden uit de wet van Grimm onmiddellijk vooraf werden gegaan door een accentloze lettergreep, ze stemhebbend werden. Verner onderzocht of dit fenomeen vaker voorkwam en kwam erachter dat hetzelfde gold voor de *s, die verschoof naar *z. Verner merkte hierbij wel op dat het accent dat van betekenis was voor deze verandering het oorspronkelijke variabele accent uit het Indo-Europees was, en niet het latere Germaanse accent dat altijd vastlag op de eerste lettergreep. Zodoende leverde dit een manier op om via de Germaanse uitkomst van een klank te bepalen waar het accent in het Indo-Europees zou moeten hebben gelegen.
Een klassiek voorbeeld van PIE *t > PGm *d is het woord voor ‘vader’. Proto-Indo-Europees geeft *ph₂tḗr (waarbij h₂ staat voor een soort a) wat daarna in het Germaans verschoof tot *fadēr (in het Oudengels fæder), in plaats van het door de wet van Grimm verwachte **faþēr. Het woord voor ‘broer’ daarentegen gaf wel de verwachte uitkomst, omdat daar het accent op de eerste lettergreep lag: Indo-Europees *bʰréh₂tēr gaf het Germaanse *brōþēr (in het Oudengels brōþor).